# Чаро (певица)
Мари́я дель Роса́рио Пила́р Марти́нес Моли́на Ба́эса де Ра́стен (исп. María del Rosario Pilar Martínez Molina Baeza de Rasten), известная под своим сценическим псевдонимом Чаро (исп. Charo) — испано-американская певица и актриса

. Она известна своей раскованной и яркой манерой поведения, энергичностью, сильным испанским акцентом и крылатой фразой «кучи-кучи».

## Биография
Мария Росарио Мерседес Пилар Мартинес Молина Баэса де Растен родилась в городе Мурсия, Испания. Отец Чаро был юристом, который сбежал в Касабланку и скрывался там на протяжении правления диктатуры Франциско Франко. Мать Чаро осталась в Мурсии воспитывать и растить троих детей.
В своих интервью Чаро утверждала, что посещала монастырскую школу до 15 лет, пока одна из монахинь не посоветовала ей связать свою жизнь с шоу-бизнесом. Она также рассказывала, что её бабушка наняла для неё преподавателя музыки, который проводил с ней еженедельные уроки игры на классической гитаре. Также по её рассказам, она закончила школьное обучение с отличием в 16 лет.
В 1964 году Чаро познакомилась с руководителем джазового оркестра Шавьером Кугатом, за которого 7 августа 1966 года вышла замуж. Они были первой парой, поженившейся в развлекательном комплексе Сизарс-пэлас в Лас-Вегасе. Позже Чаро утверждала, что её брак с Кугатом был всего лишь способом легально стать гражданкой США.
Дата рождения Чаро является предметом спора. В её испанском свидетельстве о рождении и паспорте, а также в американских документах о получении гражданства датой её рождения указано 13 марта 1941 года. Позже Чаро утверждала, что родилась в 1947 году, а затем изменила дату на 1949 год. В 1977 году она заявила, что дата её рождения 15 января 1951 года. В нескольких газетных статьях во время её свадьбы с Кугатом возраст Чаро был указан 17 лет. Другие называли её «18-летней протеже Кугата». В колонке о планах свадьбы за апрель 1966 года говорилось, что ей было 20, а Кугату — 60. Многие источники указали, что в день свадьбы ей был 21 год.
Позже она рассказывала, что родители позволили ей сфальсифицировать свой возраст, чтобы выглядеть старше при замужестве с Кугатом. Однако в то время ей было бы 15 лет, что противоречило её заявлению о том, что она окончила школу в 16 лет. Чаро так и не прояснила это несоответствие . В октябре 1977 года когда Чаро подала на развод с Кугатом и стала гражданкой США, судья Роджер Фоули в Лас-Вегасе постановил, что 1951 год её рождения является официальным,. Чаро предоставила показания своих родителей под присягой, хотя эти заявления были восприняты со скептицизмом.
На протяжении 1970-х и 1980-х годов Чаро много работала на телевидении, появившись в телесериалах «Лодка любви», «Остров фантазий», «Суть дела», «Железная сторона», «Чико и человек», «Джефферсоны», «Факты из жизни» и ряде других. На большом экране она снималась реже, исполнив роли в таких фильмах как «Аэропорт-79: «Конкорд»» (1979), «Луна над Парадором» (1988) и «Акулий торнадо 5: Глобальное роение» (2017). Голосом Чаро говорила гламурная испанская певица миссис Тоад в мультфильме «Дюймовочка» (1994). Помимо актёрской карьеры она показала себя как гитаристка фламенко, а журнал «Guitar Player» дважды называл её лучшей в данном направлении по опросу читателей.
В 1977—2005 годы Чаро записала пять студийных альбомов. В 1995 году её альбом фламенко «Guitar Passion» (1994) был удостоен награды «Женский поп-альбом года» на Международной конференции латиноамериканской музыки «Billboard» и был назван лучшим женским латиноамериканским поп-альбомом по версии журнала «Billboard».
11 августа 1978 года Чаро вышла замуж во второй раз за Кьелла Растена. В 1982 году у супругов родился сын, Шел Растен, ставший актёром. Муж Чаро, 69-летний Кьелл, покончил с собой 18 февраля 2019 года, страдая депрессией на фоне буллезного пемфигоида — редкого кожного заболевания.
В 2017 году Чаро приняла участие в 24 сезоне шоу «Танцы со звёздами» в паре с профессиональным танцором Кео Моцепе. Они стали второй парой, выбывшей из шоу и занявшей 11-е место.